# Speculum maius
De Speculum Maius (of Speculum majus, vertaald als de Grote Spiegel) is een encyclopedie van Vincent van Beauvais uit de dertiende eeuw. Het manuscript is geschreven in het Latijn en een van de oudste voorbeelden van spiegelliteratuur.

## Geschiedenis
De dominicaan Vincent van Beauvais (latijn: Vincentius Bellovacensis) wilde de in zijn tijd beschikbare kennis door middel van een compendium of summae op een systematische manier toegankelijk maken voor zijn medebroeders. Een van zijn inspiratiebronnen waren de kronieken (Chronicon) van de cisterciënzer Helinand van Froidmont (1229).
In de periode 1240-1260 stelde Vincent de Speculum Maius samen uit 80 boeken en 2000 bronnen van Griekse, Hebreeuwse en Latijnse auteurs. Vincent heeft gedurende deze periode het werk meerdere keren herzien. Tussen de eerste (1244) en de laatste versie (1260) zijn er zo verschillende versies ontstaan.
Nadat de Franse koning Lodewijk IX kennis had genomen van het werk van Vincent verzocht hij een kopie en ondersteunde hij Vincent financieel om het werk te voltooien. Aanvankelijk bestond het werk uit twee delen, de Speculum Naturale en de Speculum Historiale. Later kwam daar een derde deel bij, de Speculum Doctrinale. Vincent kondigde in de proloog een vierde deel Speculum Morale aan die hij niet zelf heeft kunnen samenstellen. Dit deel is in de dertiende eeuw alsnog samengesteld uit het werk van Thomas van Aquino (Summa theoloiae), Stefan (Etienne) van Bourbon en andere tijdgenoten. De auteur van het vierde deel is onbekend. Aan de geprinte versies is dit vierde deel toegevoegd.
Een belangrijk aspect binnen de Speculum Maius is universeel allegorisme, het zoeken naar de goddelijke betekenis die te vinden zou zijn binnen objecten en gebeurtenissen. In alles wordt Gods grootsheid gezien en in alles kan de mens leren van de daarin verborgen boodschap.
Speculum Maius werd de belangrijkste encyclopedie van de Middeleeuwen. Tot in de achttiende eeuw werd de Speculum Maius beschouwd als de grootste Europese encyclopedie. Tijdens de Middeleeuwen werd het werk vertaald in het Frans, Catalaans, Spaans, Nederlands en Duits. Het is zes keer als boek gedrukt: viermaal in de vijftiende eeuw (de eerste druk kwam uit rond 1473), eenmaal in de zestiende eeuw en eenmaal in de zeventiende eeuw. De laatste editie werd in een oplage van 32 boeken gedrukt in Douai in 1624. Deze versie werd als replica opnieuw uitgegeven in 1964. Veel latere schrijvers lieten zich inspireren door de Speculum Maius, zoals Emile Mâle voor zijn boek over religieuze schilderkunst en Jacob van Maerlant voor zijn berijmde Middelnederlandse versie van de Speculum historiale, de Spiegel Historiael.

### Speculum Naturale
Het Speculum Naturale bestaat uit 32 boeken en 3718 hoofdstukken. De eerste versie werd voltooid in 1244. Een tweede en uitgebreidere versie werden voltooid in 1259 en 1260. De opbouw is gebaseerd op het zesdaagse scheppingsverhaal, waarmee dit deel gezien kan worden als een commentaar op het boek Genesis.
Boek I begint met een beschrijving van de Drie-eenheid en de relatie met de schepping. Dan volgt een uitgebreide beschrijving van engelen, met daarin aandacht voor hun eigenschappen, krachten en onderlinge hierarchie.
Boek II gaat over de eerste dag van de schepping en geeft een beschrijving van de wereld, het licht, de kleuren en de vier elementen. Tevens worden de duivel en de gevallen engelen beschreven.
Boek III en IV gaan over natuurverschijnselen zoals regen, vuur, wind, wolken en onweer. Het begrip tijd wordt verklaard.
Boek V tot en met XIV gaan over de zeeën en continenten. Aan bod komen onderwerpen met betrekking tot botanie, zoölogie, mineralogie (met beschrijving van de metalen en edelstenen) en landbouw. Vincent beschreef alle kennis over flora zoals deze bekend was in Europa aan het einde van de dertiende eeuw. Waar mogelijk beschreef hij de medicinale toepassing. In boek IX beschrijft hij hoe magnetisme kan worden gebruikt voor navigatie.
Boek XV gaat over kosmologie en astronomie, met de maan en sterren, de dierenriem, planeten, de zon, de seizoenen en de kalender.
In de boeken XVI en VII worden vogels en vissen in alfabetische volgorde beschreven. Tevens worden hun medicinale toepassing beschreven.
Op dezelfde manier worden in de boeken XVIII tot en met XXII wilde en gedomesticeerde dieren besproken, zoals de hond, slangen, bijen en andere insecten. In de boeken XXI en XXII wordt in gegaan op hun fysiologie.
Boeken XXIII tot en met XXVIII gaan over de fysiologie, psychologie en anatomie van het menselijk lichaam, inclusief de zintuigen, de organen en de werking van de hersenen (slaap, dromen, geheugen en emoties als extase).
De overgebleven vier boeken lijken een aanvulling te zijn. Het laatste boek is een samenvatting over geografie en geschiedenis tot het jaar 1250 na Christus.

### Speculum Doctrinale
De Speculum Doctrinale ("De spiegel van doctrine") is met name bedoeld als praktische handleiding voor studenten, geleerden, edelen en legeraanvoerders. Dit deel gaat over de kunst en de wetenschappen en bestaat uit 17 boeken en 2374 hoofdstukken.
Boek I geeft een beschrijving van een aantal wetenschappen zoals filosofie. Het boek sluit af met een woordenlijst met 6000 tot 7000 latijnse woorden.
De schrijfkunst (waaronder grammatica, retorica en dichtkunst) worden beschreven in de boeken II en III. Boek III bevat een aantal fabels, zoals de Leeuw en de muis.
Boeken IV en V gaat over de deugden. Deze worden elk geïllustreerd aan de hand van twee hoofdstukken met citaten. Een in de vorm van proza en een als vers).
Boek VI is gericht op praktische vaardigheden zoals aanwijzingen voor bouwkunde, tuinieren, zaaien en oogsten, het verzorgen en hoeden van vee en het onderhouden van een wijngaard. Ook bevat het een agriculturele almanak voor de seizoenen van het jaar.
De boeken VII tot en met IX behandelen de politieke kunsten, met aanwijzingen voor de opleiding van een prins en een samenvatting van het burgerlijk, kerkelijk en strafrecht.
Boek XI is gericht op nijverheidskunsten zoals weven, (wapen)smeden, handelen, jagen, krijgskunst en zeilen.
De boeken XII tot en met XIV gaan over de theorie en praktische toepassing van de geneeskunde. Ze bevatten praktische aanwijzingen voor het behouden van de gezondheid gedurende de seizoenen en de behandeling van ziekten zoals koorts en jicht.
Boek XV is een samenvatting van de Speculum Naturale.
Boek XVI gaat over de wiskunde, waaronder muziek, geometrie, astronomie en astrologie. In het deel over de wiskunde wordt het getal nul beschreven, waarmee bevestigd wordt dat Vincent kennis had van het Arabisch cijfersysteem.
Het laatste boek XVII behandelt de theologie en mythologie. Aan bod komen diverse kerkvaders zoals Ignatius, Dionysius, Hiëronymus tot aan Bernardus van Clairvaux.

### Speculum Historiale
Het Speculum Historiale is het meest bekende deel van de Speculum Maius. Het is een beschrijving van de wereldgeschiedenis tot 1254. In de geprinte uitgave van 1627 bestond dit deel uit bijna 1400 pagina's. Van de Speculum Historiale zijn vijf versies bekend: Dijon, Klosterneuburg, Wenen, St Jacques en Douai. Dit deel bestaat uit 31 boeken en 3793 hoofdstukken. Het bevat de volledige tekst van het verhaal van Barlaam en Josaphat